# Onthophagus sulciger
Onthophagus sulciger är en skalbaggsart som beskrevs av Hermann Julius Kolbe 1893. Onthophagus sulciger ingår i släktet Onthophagus och familjen bladhorningar. Inga underarter finns listade i Catalogue of Life.